# Роузин
Роузѝн (на английски: Rosine, [roʊˈziːn]) е селище в източната част на Съединените американски щати, част от окръг Охайо на щата Кентъки. Населението му е около 110 души (2020).
Разположено е на 169 метра надморска височина в областта на Вътрешните речни долини и хълмове, на 48 километра югоизточно от Оуенсбъроу и на 120 километра югозападно от Луисвил.

## Известни личности
Родени в Роузин
- Бил Мънроу (1911 – 1996), музикант